# بنیاد دانش باز
دانش باز یک سازمان ناسودبر است که دانش باز شامل محتوای باز و داده باز را ترویج می‌کند. این سازمان در ۲۴ می
۲۰۰۴ در کمبریج انگلستان تأسیس شد و تا آوریل ۲۰۱۴ بنیاد دانش باز (OKF) نام داشت. این سازمان تعریف دانش باز را منتشر کرد و چند پروژه از جمله CKAN، یک برنامهٔ پورتال که توسط دولت‌ها برای پروژه‌های داده‌بازشان استفاده می‌شود و سرویسی برای دیده‌بانی مخارج دولت به نام پول من کجا می‌رود، را آغاز کرد.
به جز تولید ابزارهای فنی، سازمان در زمینهٔ صدور مجوز و دفاع از مسائل مرتبط با محتوای باز نیز فعالیت می‌کند. برای مثال از تهیهٔ مجوز پایگاه دادهٔ باز (ODbL) و تعریف دانش باز حمایت کرد.

## اهداف
اهداف دانش باز به شرح زیر است:

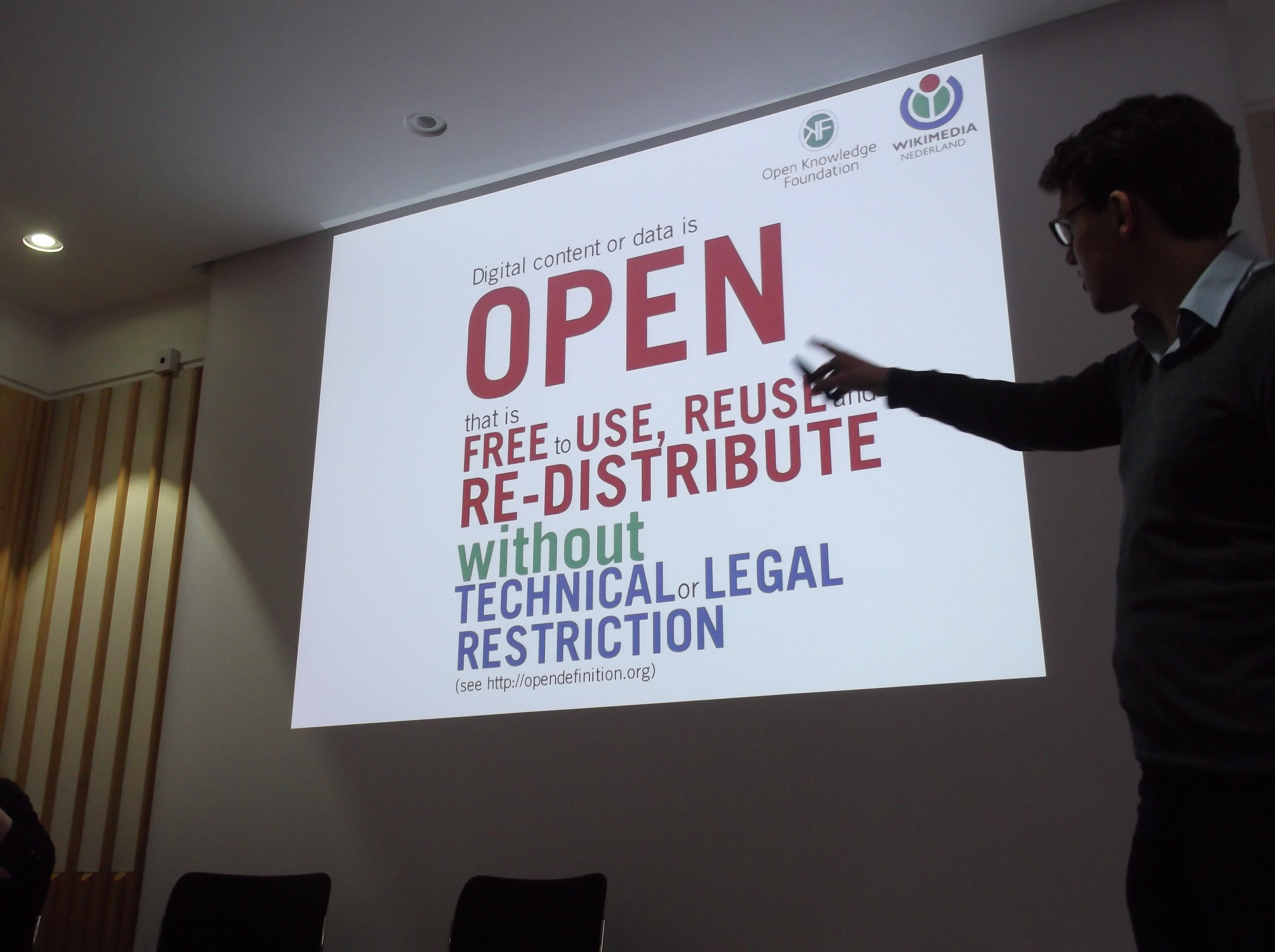
Joris Pekel در حال ارائه در GLAM-WIKI ۲۰۱۳

- ترویج ایدهٔ دانش باز هم دربارهٔ چیستی و هم دربارهٔ چرایی آن.
- برگزاری رویدادهای دانش باز از جمله OKCon.
- کار کردن روی پروژه‌های دانش باز از جمله Open Economics و Open Shakespeare
- تأمین زیرساخت و به‌طور بالقوه یک خانه برای پروژه‌ها، جوامع و منابع دانش باز. برای مثال سرویس KnowledgeForge و CKAN
- فعالیت در انگلیس، اروپا و سطوح بین‌المللی روی مسائل دانش باز

این سازمان توسط دبیر هیئت مدیرهٔ کنونی آن، Rufus Pollock تأسیس شد. شرکت بنیاد دانش باز به صورت قانونی در ۲۰ می ۲۰۰۴ ثبت شد.

## افراد
هیئت مدیره کنونی (۲۰۱۴) بنیاد دانش باز تشکیل شده از:
- کارین کریستیانسن (رئیس)
- جیمز کسبن
- تام کبلد
- پال له دیو
- کریس مارشال
- جین سیلبر
- هلن توروی

شورای سازمان شامل افرادی در زمینه‌های دسترسی آزاد، داده باز، محتوای باز، علم باز، مصورسازی داده و حقوق دیجیتال می‌باشد. ازجمله:
- سورن آور
- پاناگیوتیس بمیدیس
- پیتر کلپارت
- کریستوفر کوربین
- دانیل دیتریش
- هانس گسرت
- اردن س. هچر
- بکی هوگ
- تایم هوبارد
- بنیامین ماکو هیل
- گلین مودی
- پیتر موری-راست
- جان نوتون
- هنس روسلینگ
- نایجل شدبلت
- اندرو استات
- پیتر سوبر
- مارک سرمن
- نات ترکینگتن
- جو والش
- کارولینای روسینی
- مایو فاستر مرل
- دنیس پرفنو

## شبکه
دانش باز نه شعبه رسمی و ۴۶ گروه در کشورهای مختلف دارد.
- استرالیا[پیوند مرده]
- بلژیک
- برزیل
- فنلاند
- آلمان
- یونان
- ایرلند
- اسپانیا
- سوییس

## فعالیت‌ها
بسیاری از پروژه‌های دانش باز ماهیت فنی دارند. برجسته‌ترین پروژهٔ سازمان به نام CKAN توسط بسیاری از دولت‌های جهان برای میزبانی از کاتالوگ‌های باز داده در اختیار کشورشان استفاده می‌شود.
این سازمان در راستای هدفش می‌خواهد از زیرساخت مورد نیاز برای پروژه‌های نیمه‌مستقل میزبانی کند تا آن‌ها توسعه پیدا کنند. ایدهٔ این روش برای سازمان‌دهی از سرویس مدیریت پروژه‌ای با نام KnowledgeForge که چارچوب KForge را ایجاد کرد و جزو اولین پروژه‌های سازمان بود، گرفته شد. KnowledgeForge به گروه‌های کاری بخشی این امکان را می‌دهد که برای مدیریت پروژه‌های دانش باز فضایی در اختیار داشته باشند. به‌طور گسترده‌تر زیرساخت پروژه هم شامل جنبه‌های فنی و هم چهره به چهره می‌شود. سازمان از چند هزار لیست پستی برای مکالمات مجازی و از آی‌آرسی برای ارتباطات بی‌درنگ افراد و میزبانی رویدادها، استفاده می‌کند.

### دفاع
OKF یک شریک بالفعل برای سازمان‌های فعال در حوزه‌های مشابه از جمله منابع باز آموزشی هست.
OKF برای رفع بعضی از ابهامات مرتبط با اصطلاح بازبودن تعریف دانش باز را تألیف کرد. همین کار را برای تعریف خدمات نرم‌افزاری باز هم انجام داد.
به جز فناوری، دانش باز در زمینهٔ دفاع از بازبودن ایفای نقش می‌کند. این شامل حمایت از تهیهٔ پیش‌نویس گزارش‌ها، تسهیل مشاوره و تولید راهنماها می‌شود.
روفوس پالاک یکی از مؤسسان OKF و دبیر هیئت مدیره کنونی، هیئت شفافیت بخش عمومی دولت انگلیس را مورد عتاب قرار داده است.

### فنی

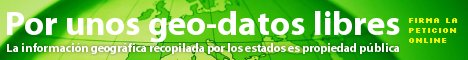
بنر پروژهٔ سامانه اطلاعات جغرافیایی در زبان اسپانیایی

بنیاد به فناوری‌های متن‌باز علاقه زیادی دارد. پروژه‌های نرم‌افزاری آن روی گیت‌هاب میزبانی می‌شوند که از کنترل نسخه گیت استفاده می‌کند. فهرست بعضی از این پروژه‌ها در ادامه نوشته شده:
- CKAN، ابزاری که امکان ذخیره‌سازی متاداده را فراهم می‌کند. این ابزار به دولت‌ها این امکان را می‌دهد که به سرعت و با هزینه کم کاتالوگ داده‌هایشان را ذخیره کنند.
- Datahub، کاتالوگی که توسط جامعه تهیه شد و شامل مجموعه‌های مفید داده روی اینترنت می‌شود. بسته به نوع داده، (و شرایط استفاده از آن) Datahub امکان نگه‌داری یک کپی از داده یا میزبانی آن در یک دیتابیس و ارائه ابزارهایی برای مصورسازی ابتدایی آن را دارد.
- کتاب‌شناسی باز، به عنوان تلاشی برای کاتالوگ کردن و ساخت ابزارهایی برای انتشار و کار کردن با منابع کتابشناختی با تأکید ویژه بر کارهایی که در مالکیت عمومی و محاسبه‌کننده‌های مالکیت عمومی قرار دارند ایجاد شد. مثال‌هایی از آن شامل Bibliographica، Public Domain Works، Open Shakespeare& Open Text Book و پروژه‌های مرور مالکیت عمومی می‌شود.
- بنیاد دانش باز
- اقتصادهای باز
- انجمن‌های دانش باز
- جنبش دسترسی اطلاعات
- سامانه اطلاعات جغرافیایی باز
- راهنمای انتخاب مجوز داده باز
- کنفرانس سالانهٔ دانش باز (OKCon)
- "Get the Data" — سایتی برای پرسش و پاسخ پیرامون چگونگی گرفتن مجموعه‌های داده.
- POD - تولید داده باز

### رویدادها
بیشتر همکاری این بنیاد با بقیه سازمان‌های مرتبط از طریق رویدادهایی که میزبانی می‌کند  صورت می‌گیرد. رویداد اصلی این سازمان، کنفرانس دانش باز (OKCon) هست که از سال ۲۰۰۷ به صورت سالانه برگزار می‌شود. بقیهٔ رویدادها در زمینه‌های مصورسازی داده و زیرساخت آزاد شبکه برگزار می‌شوند.
هر ساله دانش باز بزرگترین رویدادش را به صورت بین‌المللی تحت عنوان هک‌آتون بین‌المللی داده باز برگزار می‌کند.

### اصول و فرصت‌های مطالعاتی پنتون (داده باز در علم)
اصول پنتون (برای داده باز در علم) در سال ۲۰۱۰ توسط OKF توسعه زیادی پیدا کرد و در ۲۰۱۱ Jonathan Gray و Peter Murray-Rust موفق شدند از OSF برای دو کمک هزینه تحصیلی که در اختیار Sophie Kershaw و Ross Mounce بود، فاند دریافت کنند. در ۲۰۱۳ CCIA برای ۳ کمک هزینه تحصیلی برای Rosemarie Graves و Sam Moore و Peter Kraker اسپانسر OKF شد.